# Konrad Strzelewicz
Konrad Strzelewicz (ur. 18 października 1934 w Żninie, zm. 1 października 2014 w Krakowie) – polski pisarz.

## Życiorys
Ukończył filologię polską na Uniwersytecie Jagiellońskim. Debiutował jako prozaik w 1964 roku na łamach miesięcznika „Więź”. W latach 1971–1989 był redaktorem „Gazety Krakowskiej”, a w latach 1974-1975 kierownikiem literackim Teatru w Nowej Hucie.

## Twórczość literacka
- Kibic
- Rejestracje
- Czas przeszły, czas przyszły
- Koce Kwakiultów
- Krzywe Kwakiultów
- Wyspa bogów
- Zapis
- Prosto w oczy
- Z taśmy

## Opracowane antologie
- Polskie wiersze obozowe i więzienne 1939–1945. Z archiwum Aleksandra Kulisiewicza (1985)